# Krajewo (Dąbrówno)
Krajewo (deutsch Krajewo, 1938 bis 1945 Wickersbach) ist ein nicht mehr offiziell genannter Ort in der polnischen Woiwodschaft Ermland-Masuren und gehört zur Gmina Dąbrówno (Landgemeinde Gilgenburg) im Powiat Ostródzki (Kreis Osterode in Ostpreußen).

## Geographische Lage
Krajewo liegt nordwestlich des Großen Damerau-Sees (polnisch Jezioro Dąbrowa Wielka) im Südwesten der Woiwodschaft Ermland-Masuren, 26 Kilometer südlich der Kreisstadt Ostróda (deutsch Osterode in Ostpreußen).

## Geschichte
Entstanden ist Krajewo als nur ein mittlerer Hof und zugehörig zur Stadt Gilgenburg (polnisch Dąbrówno). Bis zum 26. September 1852 nannte man den Ort „Abbau Krajewski“. Als Wohnplatz von Gilgenburg – mit im Jahre 1905 vier Einwohnern in einer Wohnstätte – blieb Krajewo auch nach der Namensänderung in „Wickersbach“ („Wicker“ nannte man einst hier den Flusslauf der Welle, polnisch Wel), die vielleicht schon vor 1938 vorgenommen wurde.
Mit dem gesamten südlichen Ostpreußen kam Gilgenburg mit Wickersbach 1945 in Kriegsfolge zu Polen. Der kleine Ort erhielt wieder seine ursprünglich deutsche – wie nun eben auch polnische – Namensform. Nur kurze Zeit wurde Krajewo noch amtlich erwähnt, ist danach wohl als Ortschaft des polnischen Dorfes Dąbrówno in seiner Eigenständigkeit untergegangen. Er findet heute keine ausdrückliche Erwähnung mehr.

## Kirche
Kirchlich war Krajewo resp. Wickersbach vor 1945 mit Gilgenburg verbunden und gehörte zur dortigen evangelischen Kirche wie auch zur römisch-katholischen Pfarrei Gilgenburg. Katholischerseits bestand auch nach 1945 der Bezug nach Dąbrówno, während die evangelischen Einwohner sich nach Nidzica (Neidenburg) orientieren, deren Pfarrei im nähergelegenen Gardyny ((Groß) Gardienen) eine Filialkirche unterhält.

## Verkehr
Die Ortsstelle von Krajewo liegt an einer Straßenverbindung, die von Dąbrówno (Gilgenburg) über Fiugajki (Fiugaiken) nach Marwałd (Marwalde) führt und die beiden Woiwodschaftsstraßen 542 und 537 miteinander verbindet. Eine Anbindung an den Bahnverkehr besteht nicht.